# Зоран Милосављевић
Зоран Милосављевић (Београд, 21. децембар 1939 — Кардица, 31. јул 1983), био је српски позоришни и филмски глумац. Био је члан драме и вд. уметнички директор Југословенског драмског позоришта. Шездесетих година веома популаран филмски глумац у Југославији. Од оснивања 1970. године је радио на Студију Б. Погинуо у саобраћајној несрећи у Грчкој, 31. јула 1983. године.

## Биографија

### Детињство, младост и школовање
Рођен 21. децембра 1939. године у Београду у породици инжењера Ратибора Милосављевића и Виде, хемичара.
У Београду је завршио основну школу и Другу београдску гимназију. Као гимназијалац награђиван је за текстове и сарађивао је са новинама, где су му од 1955. објављивани прилози.
Студирао на Филолошком факултету у Београду славистику, руски и пољски језик. Пријавио се за студије режије на Академији за позориште, филм, радио и телевизију, данас Факултет драмских уметности, али му је, после пријемног испита, предложено да студира на одсеку за глуму.
Дипломирао је на Академији за позориште, филм, радио и телевизију 1. јула 1964. у класи проф. Јосипа Кулунџића.
Од страних језика говорио је француски и енглески, а служио се руским и пољским језиком.
Оженио се 1965, добио два сина. Војни рок одслужио у Осијеку 1966/67. године.
Зоран Милосављевић је унук пуковника Бранислава Милосављевића.

### Филм
Дебитовао је, као студент друге године улогом припадника француског покрета отпора (Фелисијен Ертел) у филму Не убиј (Tu ne tueras point, 1961) француског режисера и глумца Клод Отан Ларе (Claude Autant-Lara, 1901-2000)., који се о њему посебно похвално изразио: Филм, који је сниман у француско-југословенској копродукцији у студију у Кошутњаку, од почетка снимања пратило је велико интересовање јавности, јер је његово снимање, а потом и приказивање било забрањено у Француској у време алжирског рата</ref> „Најзад гледамо филм који је био предмет многих спорова, од тога ко ће га снимати и где, до тога – чији ће бити. Испало је, на крају, да је то наш филм. Тако бар пише на рекламним паноима. Колико су тачне тврдње (да би се оправдало оно „наш филм“) да овај филм Француска није смела да снима, а ми смо ето – смели. Какву то нову, страшну, убитачну истину доноси овај филм коме Француска није хтела да изда одобрење за снимање? Пазите: реч је о Французу који неће да служи војску! Сва наша храброст је у томе што ми снимамо филм о Французу који неће да служи француску војску! Да ли би Ловћен-филм био „храбар“ да сними, можда о Југословену који - из истих разлога неће да служи своју војску? Д. А. Данас гледамо. Наш филм? „Не убиј“ режија Клод Отан Лара, продукција - Ловћен филм</ref> Сценарио за филм написали су Жан Оранш (Jean Aurenche) и Пјер Бост (Pierre Bost), играли су француски глумци Сузан Флон (Suzanne Flon) и Лоран Терзијеф (Laurent Terzieff), немачки глумац Франк Хорст (Frank Horst), a посебно је похваљена и музика Шарла Азнавура.
Сцене у којима је Зоран Милосављевић био заједно са Франком Хорстом (Frank Horst) оцењене су као „најпотресније".
Посебно је био познат по главној мушкој улози у филму Песма (1961), урађеном по истоименом роману Оскара Давича, а према сценарију и режији Радоша Новаковића. Избор глумаца, као и снимање овог филма у медијима је праћено са посебном пажњом. У то време Песма је био веома познат роман и обавезна школска лектира.
За улогу у филму Песма премијерно приказаном на 8. Пулском фестивалу 1961. добио је од званичног жирија награду „Младост“ за најбољег младог глумца.
Главну мушку улогу играо је и у филму Степенице храбрости (1961), по сценарију и у режији Ото Денеша. Партнерку, главну женску улогу играла је Душица Жегарац.
Играо је и у филмовима Радопоље (1963), Нож.(1967), Убиство на свиреп и подмукао начин из ниских побуда (1969).
Ови први филмови били су запажени и у иностранству ., а његова прва појављивања на филму и у позоришту наишла су на похвалу критике За улогу у Песми све критике су биле похвалне, што је потврдила и награда на Пулском филмском фестивалу.

### Позориште
Имао запажене улоге и у позоришту, телевизијским и радио драмама. Касније се углавном посветио позоришту у матичној кући, Југословенском драмском позоришту, где од 1960. игра у представама, да би, одмах по завршетку студија 1. септембра 1963. постао члан драме.
Током више од двадесетогодишњег наступања у Југословенском драмском позоришту остварио је низ запажених улога, између осталих у Сну летње ноћи, Лепези Леди Виндермир, Тарелкиновој смрти, Зојкином стану и др.
Играо је и у познатим предствама Кад су цветале тикве по тексту Драгослава Михаиловића и Вучјаку Мирослава Крлеже, које су забрањене. Забрана извођења ових представа одразила се на дужи период криза у Југословенском драмском позоришту.

### РТС и Студио „Б“
Снимио више телевизијских драма и улога у серијама, између осталих и у познатој телевизијској серији Отписани.
Од самог оснивања радио-станице Студио Б 1. априла 1970. водио је емисију о култури и позоришту, као и контакт емисију „Фонтана жеља“.
Kao један од првих сарадника добио је 1. априла 1976. Златни знак Студија Б „за изузетне и трајне доприносе програму, раду и пословању Студија Б од његовог оснивања“.

### Каснији живот
Био је члан Удружења драмских уметника Србије и председник комисије УДУС за међународну и међурепубличку размену.
Од 1978. до 1983. године био је вд. уметнички директор Југословенског драмског позоришта.
Његов портрет, једну од првих поп-арт слика на простору тадашње Југославије насликао је 1968. године Радомир Рељић, познати сликар, редовни члан САНУ. Портрет у детињству урадила 1944. године Вера Ћирић рођ. Милосављевић, његова тетка.
31. јула 1983. са породицом посетио манастире Метеори. у Грчкој. Истог дана, после подне на необезбеђеном пружном прелазу у месту Неа Монастири (Нови Манастири) на путу Ламија - Лариса, његов аутомобил ударио је брзи воз Атина–Солун. Тешко повређен, преминуо је у болници у граду Кардица. Сахрањен на Новом гробљу у Београду Зоран Милосављевић је преминуо у болници граду Кардица истог дана, 31. јула 1983. у 20:00.
Зоран Милосављевић је потомак војводе Јанка Поповића, Цинцар-Јанка, по најстаријем сину Ђорђу Цинцар-Јанковићу, окружном начелнику.

## Филмови
- Не убиј (Tu ne tueras point), 1960, режија: Клод Отан Лара, сценарио: Жан Оранш и Пјер Бос, улога: Фелисијен Ертел.
- Песма, 2.8.1961, Авала-филм, режија и сценарио: Радош Новаковић, по роману Оскара Давича, улога: Мића
- Степенице храбрости, 21.12.1961, Застава-филм, режија и сценарио: Ото Денеш, улога: Никша
- Радопоље, 13.7.1963, Авала-филм, режија Столе Јанковић, сценарио Арсен Диклић, улога: Водник
- Нож, режија и сценарио: Живорад Жика Митровић, улога: Бели Павловић
- Убиство на свиреп и подмукао начин из ниских побуда, 23.12.1969, ФРЗ Београд, режија: Живорад Жика Митровић, сценарио Ж. Митровић – М. Милићевић – Ланго, улога: Филип Гец

### Позоришне представе
- Ричард Трећи, 21.1.1961, ЈДП, В. Шекспир, режија: Мата Милошевић, улога Лорд Греј
- Виловњак од западних страна, 18.1. 1962, ЈДП, Џ. Милингтон Синг, режија: Предраг Бајчетић, улога: Певач Балада
- Чисте руке, 1960, Јован Христић, режија: Предраг Бајчетић
- Стеница, В. Мајаковски
- Откриће, Добрица Ћосић, одломак из романа Деобе, улога: Младић који хоће да се бори

- Проклета авлија, Иво Андрић, улога: Млади Бугарин
- Тартиф, ЈДП, 10.11. 1964. Молијер, режија: Славко Јан, улога: Дамис, Оргонов син
- Савонарола и његови пријатељи, 1965, Јован Христић, режија: Мирослав Беловић
- Хваркиње, Мартин Бенетовић, режија: Мирослав Беловић, улога: Фабрицио
- Кориолан, ЈДП, В. Шекспир, режија: Франце Јамник,
- Краљевић Марко, ЈДП, Борислав Михајловић Михиз, режија Арса Јовановић, улога: цар Урош Нејаки
- Римске лирике, 1968 “.[15]
- Не играј се љубављу, 1968, ЈДП, Алфред де Мисе, режија: Сава Мрмак
- Кад су цветале тикве, ЈДП, Драгослав Михаиловић
- Саломе, Мирослав Крлежа
- Сан летње ноћи, улога: Лисандар
- Хамлет, 22. 1. 1971, ЈДП, В. Шекспир, режија: Стево Жигон, улога Хорације
- Краљица Елизабета Прва,
- Мистер Долар, 1974, ЈДП, Бранислав Нушић,
- Лажа и паралажа, 1974, ЈДП, Јован Стерија Поповић
- Лепеза леди Виндермир, 24. 2. 1973, ЈДП, театар Бојан Ступица, Оскар Вајлд, режија: Петар Словенски, улога: Лорд Виндермир
- Занат госпође Ворн, ЈДП, Бернард Шо,
- Насловна страна,
- Тарелкинова смрт или весели дани, ЈДП, Александар Сухово-Кобилин, режија: Бранко Плеша (главна награда Битефа 1974)
- Вучјак, 25. мај 1974, Мирослав Крлежа, режија: Дино Радојевић, улога: др Златко Стрелец
- Шамар,
- Лоренцаћо, 4. април 1978, ЈДП, Алфред де Мисе, режија Брано Плеша, Кардинал Чибо
- Краљ Лир, В. Шекспир, Дубровачке летње игре, 21. јул и 26. јул 1979, режија: Паоло Мађели
- Зојкин стан, ЈДП, Михаил Булгаков, улога: гроф Обољенски
- Ожалошћена породица, Бранислав Нушић,
- Хрватски фауст, 1982, ЈДП, режија: Слободан Шнајдер,

### Телевизија
- Закопајте мртве, драмска емисија, ТВ Београд, режија: Александар Ђорђевић,
- Два пресудна дана, 1963, телевизијска драма по новели Ф. Достојевског Село Степанчиково, ТВ Београд, режија: Сава Мрмак, улога: Серјожа
- Коштана, телевизијска драма по Бори Станковићу, ТВ Београд, режија: Јован Коњовић, улога: Стојан
- Прва љубав, 1962, телевизијски терцет по Ђовани Бокачу, режија: Мирјана Самарџић, ТВ Београд, улога: Рикардо
- Срећан пут чико, 1965, ТВ Београд, Драгован Јовановић, Огњен Лакићевић, режија: Миодраг Гајић,
- Ко ће да спасе орача, 1969, ТВ Београд, Френк Д. Џилрој, режија: Сава Мрмак
- Суђење Флоберу, 1971, телевизијска драма, Данило Николић, ТВ Београд
- Афера недужне Анабеле, 1972, ТВ Београд, Велимир Илић, Александар Обреновић, режија: Миленко Маричић,
- Мистер Долар, 1974, Б. Нушић, снимак представе, ТВ Београд
- Лажа и Паралажа, 1974, Ј. С. Поповић, снимак представе, ТВ Београд Отписани, 1975, 4. епизода „Штампарија“, улога: Др Јанковић
- Црни дани, 1977, мини тв-серија, Миленко Вучетић, режија: Сава Мрмак, ТВ Београд
- Слом, 1980, телевизијска серија, ТВ Београд, Света Лукић, режија: Сава Мрмак, улога: судија Станојевић

### Радио
- Фонтана жеља, Студио Б
- Молијер, Михаил Булгаков, радио-драма, Радио Београд